# Johann Gottfried Rode
Johann Gottfried Rode (* 25. Februar 1797 in Kirchscheidungen; † 8. Januar 1857 in Potsdam) war ein deutscher Hornist, Orchesterleiter und Komponist.

## Leben
Rode wurde 1797 in Kirchscheidungen bei Freyburg geboren. In Instrumentalmusik wurde er vom Eisenberger Musikdirektor Schnorr unterrichtet, in Kompositionslehre war Rode ein Schüler Zellers. 1817 berief ihn der General der Infanterie von Neumann nach Berlin als Prinzipal-Waldhornist des Garde-Jäger-Bataillons. Von 1827 bis zu seinem Tod war Rode Königlicher Musikdirektor und Dirigent des Orchesters dieses Bataillons und bildete in dieser Zeit einige bedeutende Waldhornisten aus. Er unterrichtete Prinz Carl von Preußen im Blasen des Jagdhorns. Rode war verheiratet und hatte mindestens drei Kinder.
Rode galt als „Repräsentant und Förderer der preußischen Jägermusik“ und komponierte oder arrangierte insgesamt 2935 Musikstücke. Er schuf insgesamt 60 Jagdsignale und Fanfaren, die bei Parforcejagden geblasen wurden. Zu Ehren des Carl von Preußen instrumentierte er diese 60 Fanfaren zudem als Musikstücke. In seiner Eigenschaft als Orchesterleiter beim Garde-Jäger-Bataillon reformierte er die Zusammensetzung dieses Orchesters, indem er 1828 die Blühmelsche Ventiltechnik und wenig chromatische Trompeten und Waldhörner einführte. Ab 1831 nutzte er den Bombardon als Bassinstrument. Durch die weitere Entwicklung der Orchesterzusammensetzung versuchte er, die Eigenständigkeit der Jägermusik zu bewahren und sie von anderen Formen damaliger Militärmusik abzugrenzen.
Den Parademarsch für Fußtruppen Der Jäger aus Kurpfalz, der 1913 in die Armeemarschsammlung aufgenommen wurde (AM II, 243; AM III, 137; HM II, 100; AM II, 145), stellte er auf Grundlage des in Bayern damals populären zweiteiligen Tilly-Marsch als A-Teil sowie des namensgebenden Volkslieds als Trio-Teil zusammen.

## Belege
1. 1 2 3  Theodor Rode: Zur Geschichte des Horns oder Waldhorns. In: Gustav Bock (Hrsg.): Neue Berliner Musikzeitung. 14. Jahrgang. Bote & Bock, Berlin 1860, S. 241–243, 249–252, hier S. 251 (digitale-sammlungen.de).
2. ↑  Theodor Rode: Zur Geschichte der preußischen Infanterie- und Jägermusik. In: Neue Zeitschrift für Musik. Band 49. Juli bis Dezember 1858. C. F. Kahnt Musikverlag, Leipzig 1858, S. 149–151, 161–163, 173–176, hier S. 174 (Textarchiv – Internet Archive).

| Personendaten    | Personendaten                   |
| ---------------- | ------------------------------- |
| NAME             | Rode, Johann Gottfried          |
| KURZBESCHREIBUNG | deutscher Musiker und Komponist |
| GEBURTSDATUM     | 25. Februar 1797                |
| GEBURTSORT       | Kirchscheidungen                |
| STERBEDATUM      | 8. Januar 1857                  |
| STERBEORT        | Potsdam                         |